# Hilchen
Hilchen är en livländsk och svensk adelsätt med nummer 683 som är utdöd i Sverige men som möjligen fortlever utanför Sverige genom en gren som sedan Livland kom under Ryssland, blev intagen på riddarhuset i Riga under nummer 61.

## Några av ättens medlemmar
- Adolf Johan Hilchen (1663–1732)
- Frans Hilchen (1625–1680), överste
- Jakob Hilchen (död mellan 1688 och 1694), kommendant